# Pegguy Arphexad
Pegguy Arphexad (Les Abymes, Guadeloupe, 18 mei 1973) is een voormalig Franse voetbaldoelman die onder meer voor Liverpool heeft gespeeld.

## Clubcarrière
Arphexad begon zijn carrière in de Franse Ligue 1, bij Lens, voordat hij naar de Premiership verhuisde in augustus 1997. Daar kreeg hij al gauw een goede reputatie.
Zijn Engels avontuur begon bij Leicester City. Hij speelde daar een grote rol in de uitschakeling van Liverpool in de kwalificatie voor de Champions League in het seizoen 1999-2000, door een goede wedstrijd te keepen voor Leicester en zo mede voor de uiteindelijke brilstand te zorgen. Hierdoor had Liverpool twee punten te weinig om door te gaan naar de volgende ronde. Kort daarop werd hij door Gérard Houllier naar Liverpool gehaald als reservekeeper achter Sander Westerveld.
Arphexad won zes prijzen met Liverpool, hoewel hij het grootste deel van de tijd op de bank zat. Zijn contract werd in 2003 ontbonden. Later zou hij nog een tijdje bij Coventry City en Notts County spelen.

## Erelijst
Leicester City
- League Cup

2000
 Liverpool
- League Cup

2001, 2003
- FA Cup

2001
- UEFA Cup

2001
- Charity Shield

2001
- UEFA Super Cup

2001